# FNRS-1

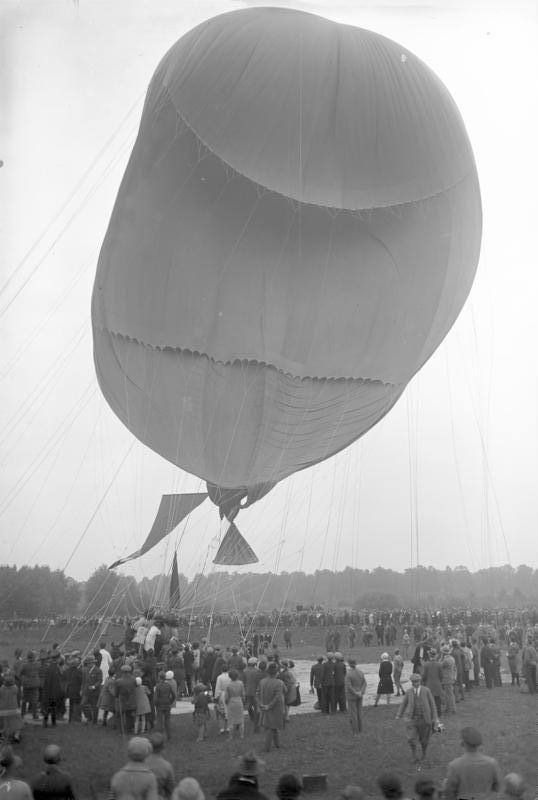
飛び立つ前の気球

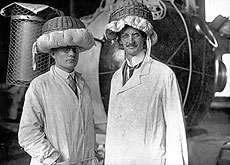
ピカールと同乗者 Kipfer

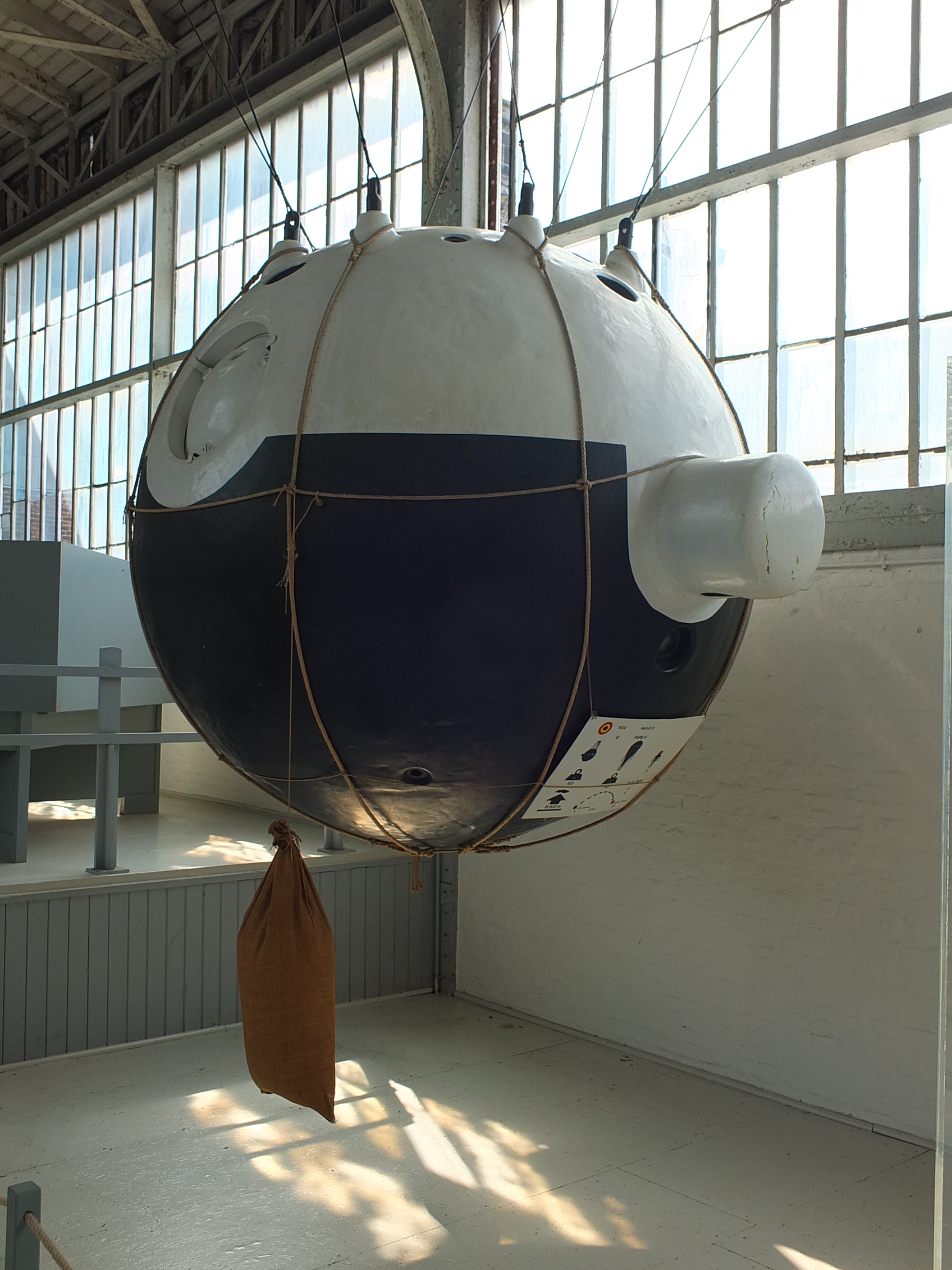
FNRS-1のゴンドラ

FNRS-1は、スイスの物理学者オーギュスト・ピカールの開発した、宇宙線やオゾンを研究するための高高度気球である。ベルギー国立科学研究基金（FNRS）からの資金援助を受けて製作された。
水素ガス気球で、球体は木綿とゴムで作られており、外径30メートル、容積14,130メートル、有効荷重1000キログラムであった。ゴンドラはアルミニウム製の外径2.1メートルの球体で、2人乗りだった。
酸素供給装置を備え、気圧を一定に保つために内部に気密ハッチが付いていた。当時、アルミの加工技術を持っていた工場はビール工場しかなかったため、ゴンドラの製作はビール工場のエンジニアによって行われた。
FNRS-1の初飛行は1931年5月27日に行われた。ピカールはスイスの物理学者 Paul Kipfer とともにドイツのアウクスブルクで行われた。
水素注入中に起きた突風により輸送車からゴンドラが滑落し破孔が生じていたが、ピカールたちが搭乗すると彼らが知らないうちに係留索が切り離され、機体の確認する間もなく不意の出発となってしまった。高度4,000メートルでキャビン内の気圧が外と同じ事実に気が付き、応急処置で事なきを得る。高度15,000メートルに達し、上昇を抑制するために水素を放出しようとしたところ、制御用のロープが切断してしまい気球は下降不能に陥った。また、気圧計が破損して水銀がキャビンの床に漏出し、アルミ腐食の危機も発生したが、機外につながる配管にチューブを連結し、圧力差で水銀を吸い出してトラブルを乗り切った。
漂流状態になった気球は高度15,780メートルの成層圏に達したのち、夜間の寒気によって気嚢が収縮して下降を始め、
17時間後（翌28日）、オーストリアのチロル州オーバーグルグルの氷河に着陸した。これは世界初の気球による成層圏到達であり、ピカールはこの業績によりハーモン・トロフィーを獲得した。
しかし、一連の緊急事態の対応に忙殺されたために、肝心の宇宙線に関する測定は満足にできなかった。ピカールは帰国後、すぐに再挑戦の計画を立てた。
2度目の飛行は1932年8月18日に行われた。ピカールはベルギーの物理学者 Max Cosyns とともに、スイスのデューベンドルフを離陸し、高度16,201メートルに達して自らの高度記録を更新したのち、12時間後にイタリアのガルダ湖附近に着陸した。
最後の飛行は1934年8月18日に行われた。このときはピカールは搭乗せず、飛行はコーシンスと学生の Nérée van der Elst によって行われた。FNRS-1はベルギーのアルデンヌを離陸し、高度15,500メートルに達したのち、スロベニアの Ženavlje に着陸した。移動距離は1,800キロメートルだった。
ピカールはその後も気球に乗り続け、計27回の浮上の最高記録は23,000mであった。